# Milostivé léto
Milostivé léto v obecném smyslu označuje odpuštění dluhů a propuštění otroků. Přestože toto slovní spojení má biblický původ, v přeneseném významu se používá i mimo náboženské prostředí.

## Biblický původ
Termínem „milostivé léto“ je v českých Biblích překládán hebrejský výraz „jovel“ (יוֹבֵל), od něhož je odvozeno slovo „jubileum“. Samotný výraz „jovel“ je však v Tanachu užíván nejen k označení jubilejního roku neboli každého padesátého roku coby „milostivého léta“, ale též „beraního rohu“. Oba významy však spolu úzce souvisejí, neboť troubením na beraní roh, jenž je též označován hebrejským výrazem „šofar“ (שׁוֹפָר), bylo „milostivé léto“ vyhlašováno o svátku Jom kipur. I když je výraz „jovel“ překládán výše uvedenými termíny, přesto jeho přesnější význam vyjadřuje něco, co se „nese zpátky“. Ostatně na tento význam odkazuje celé hlavní ustanovení Tóry, jež se nachází ve Třetí knize Mojžíšově a jež se týká způsobu zachovávání „milostivého léta“. Zde Hospodin přikazuje svému národu každý sedmý rok neobdělávat půdu a o to, co na ní vyroste, se podělit s chudými. Po sedmi sedmiletých obdobích, tedy každý padesátý rok, má být vyhlášeno „milostivé léto“, kdy mají být otroci izraelského původu propuštěni, a má jim být navrácen majetek, o který přišli.

## Obdoba ve starších kulturách
Na starověkém Předním východě bylo vládci sporadicky vyhlašováno propuštění na svobodu v případě těch, kdo z nějaké příčiny přišli o svá občanská práva a upadli do otroctví. Jednalo se o jednorázové operativní politické řešení, kdy ve společnosti hrozil kolaps sociální stability.

## Milostivé léto v římskokatolické církvi
Biblická idea našla svou odezvu v římskokatolické církvi, která od roku 1300 slaví pravidelné i mimořádné Svaté roky.

## Milostivé léto v České republice
V České republice šlo o mimořádnou a jednorázovou oddlužovací akci, která trvala od 28. října 2021 do 28. ledna 2022. Platila v případě exekucí, kde byl oprávněným (věřitelem) stát, kraj, obec, státní a krajské nebo obecní příspěvkové organizace, zdravotní pojišťovny, Česká televize, Český rozhlas a další veřejnoprávní subjekty. Dobrovolně se připojily také některé soukromé společnosti jako Česká spořitelna, Air Bank nebo Home Credit. Princip milostivého léta spočíval v tom, že pokud povinný (dlužník) uhradí během trvání této akce jistinu vymáhané pohledávky a náklady exekuce v paušální výši 750 Kč + DPH, exekuce bude zastavena a soudní exekutor rozhodne o osvobození dlužníka od placení příslušenství této pohledávky (osvobození se však nevztahuje na peněžité tresty za úmyslný trestný čin, náhrady škody způsobené úmyslně, náhrady újmy na zdraví a výživné). Podle právního názoru Tomáše Sokola je ale tento postup protiústavní.
Uskutečnilo se také zopakování aneb babí Milostivé léto II, které proběhlo od 1. září 2022 do 30. listopadu 2022. K opakování této akce došlo z důvodu např. delších prodlev exekutorů, kvůli kterým pak dlužníci nestihli akce využít. Podmínky zůstaly téměř totožné, změnila se ale například výše odměny pro exekutora, která je nyní 1.815 Kč a také lhůta času, během kterého by měl exekutor odpovědět (15 dnů) a pokud se tak nestane, tak se možnost využití Milostivého léta měla prodloužit o počet dnů, o kolik se zpozdila odpověď od exekutora. Autorem této akce je Marek Výborný.